# Вилма Карталска
Вилма Стоянова Карталска е българска актриса, режисьор, сценарист и преводач от английски език.

## Биография и творчество
Вилма Карталска e родена през 1978 г. в София. Завършва Моден дизайн и печели първо място на Международните награди за мода Смирноф'96 в България. След една година е номинирана за „Златна игла“ от българската Академия за мода.
Завършва актьорско майсторство през 2002 г. в Театрален колеж „Любен Гройс“. Участвала е в много театрални постановки, независими спектакли.

## Кариера на озвучаваща актриса
Занимава се активно с озвучаване на филми и сериали от 2005 г.
Участва в дублажите на „Дързост и красота“, „Сен Тропе“, „Да, мило“, „Мързелград“, „Чък“, „Менталистът“ (от втори сезон),
„Цветовете на любовта“, „Викторично“ и „Светкавицата“, както и в анимационните поредици „Реактивните момичета (1998)“, „Кураж, страхливото куче“, „Х-Мен: Еволюция“, „Малките титани“, „Аватар: Повелителят на четирите стихии“ (дублаж на Медиа Линк), Kid vs Kat и „Реактивните момичета (2016)“. Участва и в сериали на Дисни като „Лудориите на Зак и Коди“, „В групата съм“, „Раздвижи се“ и „Къмпиране“.

## Други дейности
Карталска е режисьор, продуцент и сценарист на късометражния филм Janne of Love, с участието на Милица Гладнишка. Също така играе Ани във филма. Janne of Love е избран да представлява България на филмовия фестивал в Кан през 2014 г.